# Kosuke Saito (futbolista)
Kosuke Saito (齋藤 功佑 Saito Kosuke?, Kanagawa, 16 de junio de 1997) es un futbolista japonés que juega como delantero en el Tokyo Verdy.

## Trayectoria

### Clubes
| Club        | País  | Año       |
| ----------- | ----- | --------- |
| Yokohama FC | Japón | 2016-2022 |
| Tokyo Verdy | Japón | 2023-     |